# Spejser DNK
Spejser DNK odnosno međugenetski razmak (IGS) je deo DNK koji nekodira i koji se javlja između gena. Pojam se najčešće koristi za "prazna mesta" između mnogih tandemskih ponavljanja kopija ribozomalnih RNK gena.
Kod bakterija, spejser DNK sekvence su duge samo nekoliko nukleotida. Kod eukariota, mogu biti opsežne, i mogu da sadrže ponovljene nizove DNK, te predstavljaju veći deo DNK genoma. U ribozomskoj DNK, postoje spejseri i između grupa gena, i u samim genima, pa se nazivaju unutrašnji prepisani spejseri (ITS), odnosno spoljni prepisani spejseri (ETS). Kod životinja, mitohondrijalna DNK uglavnom ima kratke spejsere. Kog gljiva, spejseri mitohondrijalne DNK su česti i imaju promenjive dužine, a čak mogu biti i pokretni.
Pošto se spejser DNK sekvence mnogo brže menjaju sa evolucijom od genetske sekvence, smatra se da spejser DNK nema funkciju koja zavisi od njegove sekvence, ali da verovatno ima funkciju koja je nezavisna od njegove sekvence.